# Grande Coupure
La Grande Coupure Éocène-Oligocène, souvent appelée simplement Grande Coupure ou extinction de masse de la fin de l'Éocène, est l’événement climatique et paléontologique qui a eu lieu à la limite de l'Éocène et de l'Oligocène, il y a 33,9 ± 0,1 Ma. Elle est marquée par une chute rapide des températures à l'échelle des temps géologiques et par l'extinction de nombreuses espèces végétales et animales. Ce changement climatique a notamment eu pour effet de repousser les forêts tropicales chaudes sur la bande équatoriale. On voit alors apparaître de nouvelles lignées animales qui annoncent les formes modernes.

## «Grande coupure»

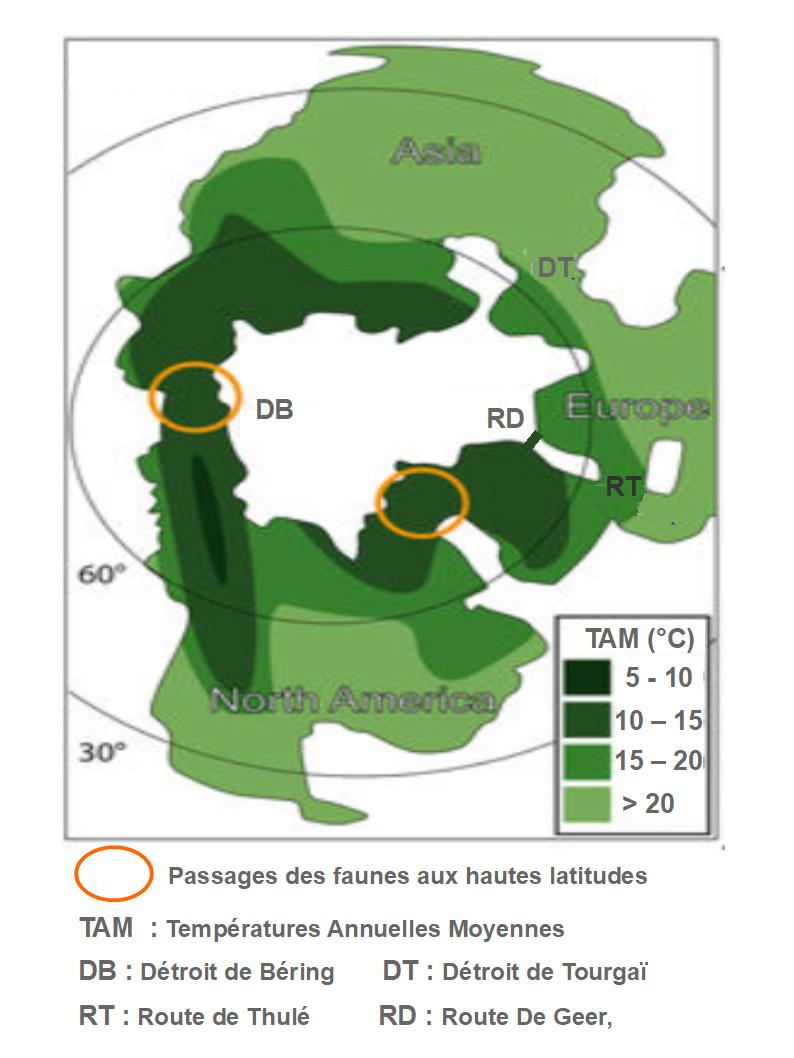
La Grande Coupure est à l'origine de l'apparition de nouvelles lignées et de migrations continentales d'espèces qui empruntent plusieurs routes.

L'expression française « Grande Coupure » a été introduite en 1909 par le paléontologue suisse Hans Georg Stehlin qui propose devant la Société géologique de France de nommer ainsi cette période d'après les faunes de mammifères terrestres d'Europe occidentale. Ce concept s'est depuis élargi à d'autres régions du globe (Amérique du Nord, Asie), si bien que cette expression est aujourd'hui couramment utilisée dans le langage géologique international, y compris dans d'autres langues que le français. De même, l'impact de la Grande coupure a maintenant été établi chez d'autres taxons, dont les squamates, les crocodiliens et les anoures,.

## Changement climatique

Formation du courant antarctique.

La Terre a connu une de ses périodes les plus chaudes durant le Paléocène et la première moitié de l'Éocène. Cet épisode très chaud a  duré environ 25 millions d'années (Ma) entre −66 et −40 Ma, et a culminé à l'Éocène inférieur, il y a environ 50 Ma lors de l’optimum climatique de l'Éocène.
La fin de l'Éocène est marquée par une chute rapide — à l'échelle des temps géologiques — des températures de l'ordre de 4 à 6 °C en environ 500 000 ans.
Différentes causes ont été avancées pour cet épisode de refroidissement :
- une forte activité volcanique à l'échelle du globe (phénomène d'« hiver volcanique »), peut-être causée par les trapps d'Éthiopie ;
- la chute de plusieurs météorites avec des cratères datés de cette période, identifiés dans la baie de Chesapeake sur la côte est des États-Unis d'Amérique et le cratère Popigaï en Sibérie centrale[9] ;
- la principale théorie scientifique actuelle pour expliquer ce refroidissement est cependant la diminution du dioxyde de carbone (CO2) atmosphérique qui a décliné lentement du milieu à la fin de l'Éocène[8] sous l'effet, entre autres, d'une forte altération des silicates sous climat chaud.

Ce refroidissement à la limite Éocène-Oligocène aboutit :
- à l'installation de la calotte polaire sur le continent Antarctique qui dure jusqu'à nos jours : l'isolement du continent antarctique qui, d'un côté, se détache de l'Amérique du Sud (passage de Drake) et, de l'autre, de l'Australie (passage tasmanien (en)), est à l'origine d'un courant autour de l'Antarctique et de vents violents (quarantièmes rugissants et cinquantièmes hurlants)[7] ;
- à l'abaissement du niveau marin de plus de 50 mètres qui facilite les communications entre les continents et le mélange des espèces animales et végétales[7].

Pendant l'Oligocène, l'orogenèse de nouvelles chaînes de montagnes sur tous les continents (Andes, Rocheuses, Himalaya, Alpes) transforme la circulation atmosphérique. Un régime des moussons se met en place dans l'océan Indien, ce qui affecte l'Afrique de l'Est, où apparaissent des savanes.

## Impact sur les faunes de mammifères
J. J. Hooker et son équipe ont comparé en 2004 les changements importants intervenus dans les faunes de mammifères au moment de la « Grande coupure », avec d'abord des faunes européennes à caractère endémique puis après la « Grande coupure », leur mélange avec des faunes d'origine asiatique :
- avant la « Grande coupure » la faune est dominée par les périssodactyles de la famille des Palaeotheriidae, auxquels se joignent six familles d'artiodactyles (Anoplotheriidae, Xiphodontidae, Choeropotamidae, Cebochoeridae, Dichobunidae et Amphimerycidae), des rongeurs de la famille des Pseudosciuridae, des primates appartenant aux familles des Omomyidae et des Adapidae et enfin des insectivores de la famille des Nyctitheriidae ;
- après la « Grande coupure » la faune inclut des rhinocéros « vrais » de la famille des Rhinocerotidae, trois familles d'artiodactyles (Entelodontidae, Anthracotheriidae et Gelocidae), trois familles de rongeurs (Eomyidae, Cricetidae — hamsters — et Castoridae — castors —), et des insectivores de la famille des Erinaceidae (hérissons). Les genres Palaeotherium et Anoplotherium ainsi que les familles de Xiphodontidae et d'Amphimerycidae disparaissent complètement. Seules, la famille des Herpetotheriidae (marsupiaux), celle des Cainotheriidae (artiodactyles) et deux familles de rongeurs (Theridomyidae et Gliridae — loirs —) ne sont pas affectées par la « Grande coupure ».